# Albrandswaard
Albrandswaard est une commune néerlandaise située dans la province de Hollande-Méridionale. Elle compte au 1er mai 2014, 25 036 habitants sur une superficie de 23,76 km2. La commune est composée des villages de Poortugaal, Rhoon et, depuis 2000, Portland.
La commune a été créée le 1er janvier 1985 par la fusion de Rhoon et de Poortugaal. Elle a emprunté son nom à l'ancienne commune Albrantswaard en Kijvelanden, située dans cette même région.

### Topographie

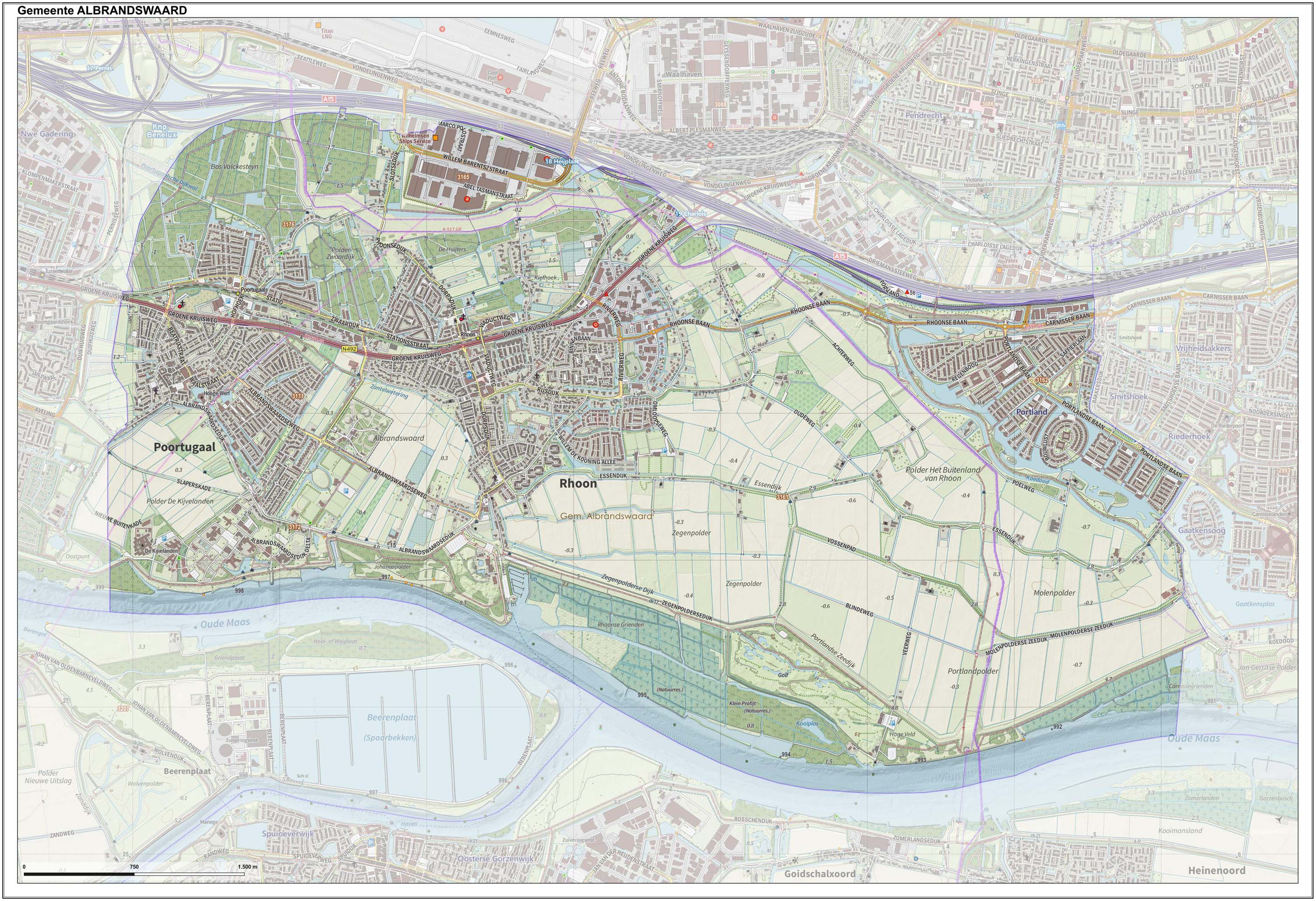
La carte topographique de la commune d'Albrandswaard en septembre 2014.

## Géographie

### Communes limitrophes
|            | Rotterdam      |             |
|            | Albrandswaard  | Barendrecht |
| Nissewaard | Hoeksche Waard |             |

### Transports
Les villages de Rhoon et de Poortugaal se trouvent tous les deux sur la route provinciale 492 (nl) (N492) qui donne accès à l'autoroute A15 du ring de Rotterdam. La commune compte deux stations du métro de Rotterdam : Rhoon et Poortugaal. Les lignes suivantes de bus du RET passent par la commune : la ligne 79 (allant de Hoogvliet à Poortugaal) et la ligne B7 (de la gare de Rotterdam-Central à Hoogvliet).

## Politique et administration

### Conseil communal
Le conseil communal d'Albrandswaard comprend, depuis 2014, 21 sièges.
Le tableau ci-dessous donne les résultats des élections communales d'Albrandswaard à partir de 2006 :
| Parti                                               | 7 mars 2006 19 sièges | 3 mars 2010 19 sièges | 19 mars 2014 21 sièges |
| --------------------------------------------------- | --------------------- | --------------------- | ---------------------- |
| Parti populaire libéral et démocrate (VVD)          | 4                     | 5                     | 6                      |
| Vraiment pour Albrandswaard (EVA)                   | 5                     | 7                     | 5                      |
| Personnes âgées politiquement actives (nl) (OPA)    |                       |                       | 3                      |
| Parti travailliste (PVDA)                           | 4                     | 3                     | 2                      |
| Appel chrétien-démocrate (CDA)                      | 2                     | 2                     | 2                      |
| Nouveau parti d'Albrandswaard (NAP)                 | 3                     | 1                     | 2                      |
| Union chrétienne (CU)/Parti politique réformé (SGP) | 1                     | 1                     | 1                      |

### Partenariats
- BAR-gemeenten (nl)
- Région urbaine de Rotterdam
- Région métropolitaine de Rotterdam-La Haye